# Защита Пирца — Уфимцева
Защи́та Пи́рца — Уфи́мцева — дебют, начинающийся ходами: 
 1. e2-e4 d7-d6 
 2. d2-d4 Kg8-f6 
 3. Kb1-c3 g7-g6.
Формально эту систему развития, разработанную и введённую в практику югославским гроссмейстером Васей Пирцем и советским мастером Анатолием Уфимцевым, на основании первого хода чёрных относят к полуоткрытым началам, но многие позиции, возникающие в ней, имеют стратегическое сходство со староиндийской защитой. Основной идеей защиты чёрных является развитие фигур преимущественно на 7-й и 8-й горизонталях и дальнейшая контригра против центра белых. Такая стратегия игры, как правило, приемлема в тех случаях, когда играющий чёрными стремится к малоизученным сложным позициям. На высоком уровне данную защиту применяли В. Иванчук, Я. Непомнящий, Ш. Мамедъяров, М. Вашье-Лаграв. В XIX веке это оригинальное начало часто применялось известным немецким мастером Л. Паульсеном. Большой вклад в развитие дебюта внесли Анатолий Уфимцев и Вася Пирц, чьими именами он и был назван. В Европе обычно называется «защита Пирца».
Защита Пирца — Уфимцева была разыграна в 32-й и решающей партии матча за звание чемпиона мира 1978 года между Анатолием Карповым и Виктором Корчным, которая закончилась победой Карпова.

## Варианты
4. f4 — атака трёх пешек (австрийская атака) 

4. f3 

4. g3 

4. Cg5 — Энергичный выпад слона

4. Ce2 

4. Kf3 — основной вариант (система Геллера)